# Hiroshi Yoneyama
Hiroshi Yoneyama (Japans: 米山弘, Yoneyama Hiroshi) (Prefectuur Ibaraki, 23 maart 1909 - 24 januari 1988) was een Japans zwemmer.
Hiroshi Yoneyama nam eenmaal deel aan de Olympische Spelen; in 1928. In 1928 nam hij deel aan het onderdeel 4x200 meter vrije slag. Hij maakte deel uit van het team dat het zilver wist te veroveren. Hij nam tevens deel aan het onderdeel 400 meter vrije slag, maar kwam niet verder dan de halve finales, waar hij als vijfde eindigde.
Nobuo Arai · 
Tokuhei Sada · 
Katsuo Takaishi · 
Hiroshi Yoneyama